# Aram Jaltyrjan
Aram Warteresowicz Jaltyrjan (ros. Арменак Вартересович Ялтырян, orm. Արմենակ Յալտյրյան; ur. 13 maja 1914 w Krymie w obwodzie rostowskim,  zm. 18 grudnia 1999 tamże) – radziecki zapaśnik walczący w obu stylach. Olimpijczyk z Helsinek 1952, gdzie zajął czwarte miejsce w kategorii 67 kg, w stylu wolnym.
Wicemistrz Europy w 1947 roku.
Mistrz ZSRR w 1938, 1939, 1940, 1946, 1947, 1948; drugi w 1944, w stylu klasycznym. Mistrz w stylu wolnym w 1945, 1946, 1947, 1948, 1949, 1950, 1951 i 1952 roku. Zakończył karierę sportową w 1952 roku. Sędzia kategorii międzynarodowej. Wiele lat w sztabie szkoleniowym reprezentacji ZSRR. Uhonorowany orderem Czerwonego Sztandaru Pracy i Znak Honoru.